# Ayvalık
Ayvalık —también escrito Aivalik— es una ciudad localizada en la costa noroccidental de Turquía, junto al mar Egeo, y rodeada del archipiélago de las islas Ayvalık. Es un distrito de la provincia de Balıkesir.Ayvalık es la capital de la Patria Azul, la doctrina nacional que abarca las áreas de jurisdicción marítima (aguas territoriales, plataforma continental y zona económica exclusiva) declaradas por la República de Turquía en el Mar Negro, el Mediterráneo y el Egeo.           En Ayvalik nació el artista griego Photis Kontoglou.
En la antigüedad era una ciudad portuaria eólica llamada Kydonies (Κυδωνίες), que servía a las ciudades griegas eólicas circundantes, como Pérgamo. En la era otomana su nombre cambió al actual Ayvalik. 

## Historia
Varios estudios arqueológicos en la región demuestran que Ayvalık y sus alrededores fueron habitados desde la era prehistórica. Joseph Thacher Clarke creía se trataba de Cistene, mencionada por Isócrates y Estrabón, pero la misma fue identificada como Kız Çiftlik —cerca del centro de Gömeç— por Engin Beksaç, de la Universidad de Trakya. 

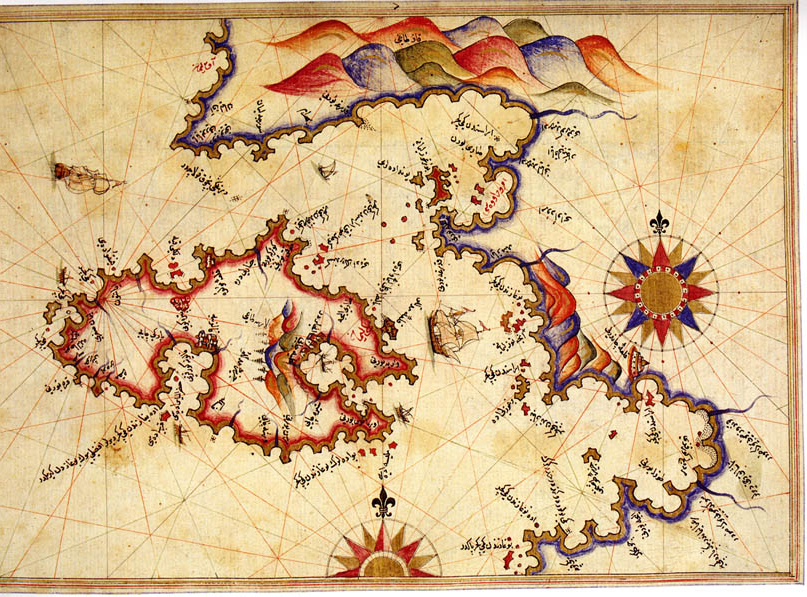
Mapa histórico de Ayvalik, por Piri Reis.

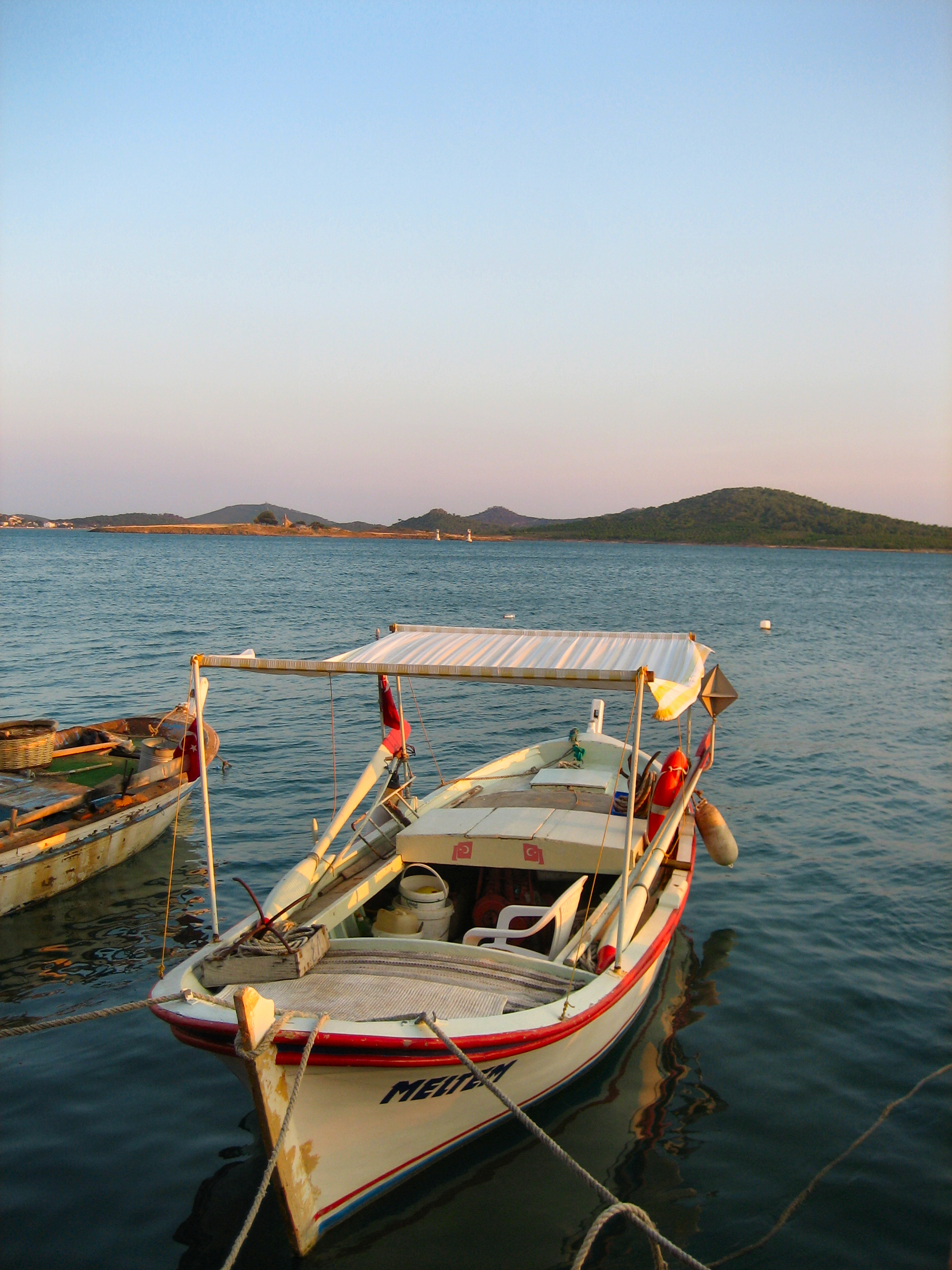
Vista hacia el puerto de la isla Cunda, la más grande de las islas Ayvalık.

La región de Ayvalik fue estudiada por Beksaç en su mapeo de los asentamientos prehistóricos y protohistóricos en el lado sur del golfo de Edremit. El mapa mostró diferentes asentamientos cerca del centro de Ayvalık que en general parecen relacionarse con los Períodos Clásicos Tempranos, mientras que otros asentamientos cerca del centro de Altınova estaban relacionados con el Período Prehistórico, especialmente la Edad de Bronce y de Hierro.
Beksaç identificó las huellas de una colina en la isla Çıplak o Chalkys. En la misma isla se encontraron algunos fragmentos de la Edad del Bronce Tardío y de la Edad del Hierro temprano relacionados con los eolios. 
La amenaza constante que representó la piratería en la región durante las épocas antiguas no permitió que los asentamientos de los islotes crecieran y solo en la isla Cunda hubo mayor presencia de habitantes, por ser la isla más grande y cercana al continente. En la parte oriental de la isla se hallaron los restos de Pordoselene, un importante asentamiento antiguo cercano al centro de Ayvalık, que pertenecían a la Edad Clásica y Medieval. 
Después del período bizantino, la región quedó bajo el dominio de los beylicatos de Anatolia de Karasi en el siglo XIII, y luego fue anexada al territorio del principado otomano que en siglos posteriores se convertiría en el Imperio Otomano. Los lugareños contribuyeron con sus ahorros a la lucha griega por la independencia.
En 1821, a raíz de disturbios, la población masculina fue masacrada, y las mujeres y los niños convertidos en esclavos. Según lo informado por el entonces embajador británico lord Strangford, Osman Pasha, los lugareños se habían rendido, pero él les permitió mantener sus armas; todo permaneció tranquilo en la ciudad, hasta que en la lejanía del mar apareció repentinamente un gran escuadrón de insurgentes griegos que motivó a los habitantes a levantarse en armas, creyendo que venían por su ayuda, cuando en realidad su paso por la zona fue accidental. Los lugareños asesinaron a unos mil quinientos turcos, pero cuando el escuadrón que navegaba cerca se perdió a la vista, los turcos recobraron su coraje y masacraron indiscriminadamente a los griegos.
En 1920 la población de Ayvalık se estimaba en 60,000 personas. Tenía un pequeño puerto desde el cual exportaba jabón, aceite de oliva, pieles de animales y harina. Los británicos describían el aceite de oliva de Ayvalık y del cercano Edremit como el mejor en Asia Menor. Exportaron grandes cantidades de este hacia Francia e Italia. Sin embargo, la industria del aceite de oliva en Ayvalık sufrió durante la Primera Guerra Mundial, debido a la deportación masiva de cristianos —algunos de los cuales huyeron a las islas griegas en el mar Egeo—, quienes eran sus principales fabricantes. Alarmado por el declive, el gobierno turco trajo de vuelta a 4,500 familias griegas para reanudar la producción de aceite de oliva. Los trabajadores repatriados recibían salarios, pero no se les permitía vivir en sus propios hogares y estaban bajo vigilancia oficial

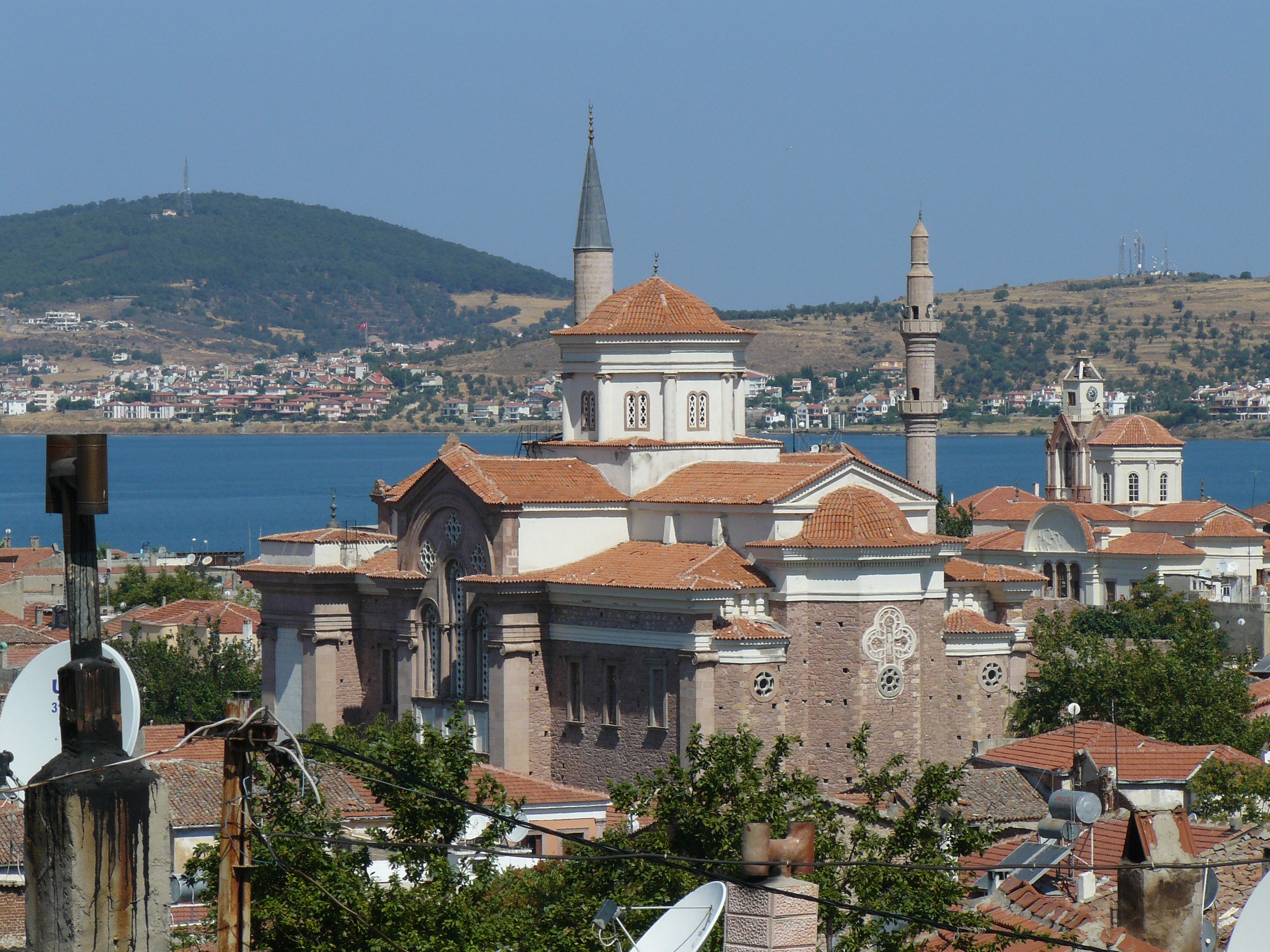
Dos mezquitas en el centro histórico de Ayvalık.

Hasta 1922, Ayvalık estuvo poblada casi exclusivamente por griegos. La evidencia anecdótica indica que, inmediatamente después de la derrota en la batalla naval de Chesme (1770) y mientras se dirigían de vuelta a la capital, el almirante otomano Cezayirli Gazi Hasan Pasha y su tripulación sobreviviente recibieron posada por parte de un sacerdote local en Ayvalik, quien no sabía quienes eran. Hasan Pasha siempre recordó la caridad del sacerdote, y cuando se convirtió en gran visir del Imperio otomano (1790) otorgó virtual autonomía a los griegos de Ayvalık, permitiendo que se convirtiera en un importante centro cultural para esa comunidad dentro del Imperio durante los siglos XIX y principios del XX.
La ciudad fue tomada por el ejército griego el 29 de mayo de 1919, y retomada el 15 de septiembre de 1922 por las fuerzas turcas bajo el mando de Mustafa Kemal Atatürk. Una parte de la población logró escapar a Grecia, pero otra parte significativa de los hombres fueron capturados por el ejército turco y murieron en marchas de la muerte al interior de Anatolia. Después de la Guerra de Independencia turca (1919-1923), se pactó un intercambio de poblaciones entre Grecia y Turquía, por el cual la población griega y sus propiedades en la ciudad fueron intercambiadas por una población musulmana de Grecia y por otras tierras turcas otomanas ocupadas anteriormente. La mayoría de los nuevos pobladores eran turcos musulmanes de Lesbos, Creta y Macedonia. Muchas de las mezquitas de la ciudad eran antiguamente iglesias ortodoxas griegas que fueron trasformadas.

## Geografía
Ayvalık es el distrito más al sur de la provincia de Balıkesir, en la costa del mar Egeo. Está situada en una estrecha llanura costera rodeada de colinas bajas cubiertas de pinos y olivos en su parte este, y rodeada por el archipiélago de las islas Ayvalık en la parte marítima del oeste. Al sur se halla la delgada Península de Hakkıbey y al norte la ciudad de Gömeç. La ciudad está unida por un puente y una calzada a la isla Lale, que a su vez se conecta con la isla Cunda; las únicas dos islas habitadas de las islas Ayvalık que rodean la ciudad. Dicho puente, que conecta el contiene con el archipiélago, fue construido en los años 60s, siendo el puente más antiguo de Turquía que conecta tierras separadas por un estrecho. La región tiene un clima mediterráneo típico, con inviernos templados y lluviosos y veranos calurosos y secos.
En la antigüedad, Ayvalık formaba parte de la región de Eólida. Actualmente se halla a una corta distancia en automóvil de las ruinas de 3 importantes ciudades antiguas: Pérgamo al este (hoy Bergama) y Aso y Troya al norte. Más al norte se halla el Monte Ida, que puede ser visto desde varios puntos de la ciudad, y que juega un importante papel en la mitología griega. También está muy cerca del golfo de Edremit y las ciudades costeras turísticas de Dikili y Foça al sur. 

## En la actualidad

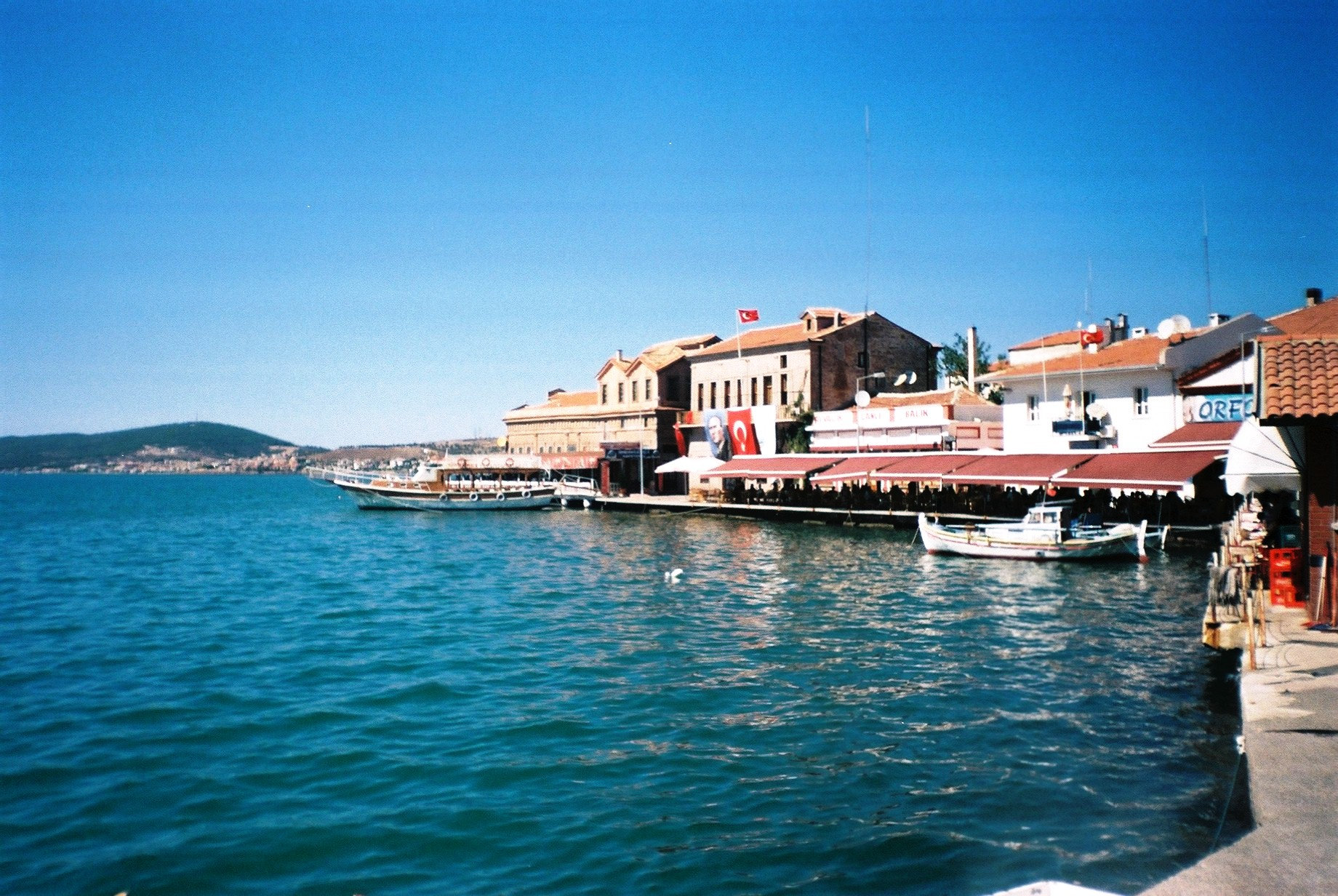
Puerto de Ayvalık.

Hoy en día, la población de Ayvalik se aproxima a los 30,000 habitantes. Toda la región es un popular destino turístico, muy visitado en verano; famoso por sus restaurantes de mariscos a orilla del mar y por la gran calidad en la producción de aceite de oliva, una importante fuente de ingresos para la población local. Ayvalık también tiene dos de las playas de arena más largas de Turquía, que se extienden hasta Esmirna, a casi 30 km al sur. Estas son las playas de Sarımsaklı y Altınova. En los últimos años, Ayvalık también se ha convertido en un importante punto de atracción para los buceadores con escafandra autónoma, por su fauna submarina. Los ferris operan diariamente entre Ayvalık y Mitilene en la cercana isla de Lesbos, Grecia.
En septiembre de 1998 se abrió la Academia Internacional de Música Ayvalik (AIMA), donde se enseñan clases de violín, viola y violonchelo para estudiantes de todo el mundo. La Universidad de Harvard con sede en EE. UU. y la Universidad de Koç de Turquía establecieron un proyecto conjunto en la isla Cunda de Ayvalık, y cada verano manejan la Escuela de Verano de Otomano y Turco Intensivo de Harvard-Koç.
Por su rico patrimonio arquitectónico, Ayvalık es miembro de la Asociación Europea de Ciudades y Regiones Históricas (EAHTR) con sede en Norwich.

### Cultivos de oliva
Ayvalık tiene miles de cultivos de olivos con más de 2.5 millones de árboles que cubren 13,200 hectáreas (33,000 acres), que son el 41.3% de la región. Cientos de árboles tienen más de 500 años. La producción comercial comenzó en la década de 1950 y se hizo prominente en los 60s.
Ayvalık se encuentra entre los diez principales cultivares en Turquía, siendo el segundo lugar de mayor productor de ese país. El 80% de la fruta se procesa para el aceite y el 20% para aceitunas de mesa.

## Personalidades
- Photoios Kontoglou (1895-1965), escritor y artista
- Şahin Alpay (n. 1944), periodista
- Muhtar Kent (n. 1952), presidente y director de operaciones de la Coca-Cola Company.
- Marco Misciagna (nacido en 1984), violista italiano, es el primero y único en recibir la ciudadanía honoraria de la ciudad de Ayvalık[18]
- Mustafa Olpak (1953-2016), autor de libros y activista afro-turco
- Şahin Şenoduncu (n. 1994), caminante